# Giovanni Battista Fabbio
Giovanni Battista Fabbio (La Maddalena, 27 settembre 1828 – Santa Teresa Gallura, 25 febbraio 1915) è stato un militare italiano.

## Biografia
Figlio di Silvestro e Maria Nunzia Panzano nacque a La Maddalena il 27 settembre 1828. Il 17 ottobre 1858 si sposò con Pietruccia Colombo di Luogosanto, dalla quale ebbe cinque figli: Francesco, Maria Nunzia, Domenico Fortunato, Stefano Alessandro e Coretto Giovanni.
Trascorse il tempo della pensione a Santa Teresa Gallura svagandosi con l’attività di ebanista, della quale restano alcuni manufatti. 
Morì a Santa Teresa Gallura il 25 febbraio 1915 ed è tuttora ivi sepolto nel cimitero monumentale comunale con una lastra marmorea. Entrato nell'esercito come volontario nell'Armata di Mare del Regno di Sardegna il 14 dicembre 1846, ben presto ottenne le qualifiche di timoniere e cannoniere e partecipò alla Guerra di Crimea (1854-55).
Prese parte, nel 1859, alla Seconda guerra d'indipendenza italiana per la quale ricevette la medaglia d'argento al Valor Militare nel 1860. Successivamente, per essersi distinto durante la Battaglia di Lissa 1866, ricevette una seconda medaglia d’argento al Valor Militare.
Il 30 ottobre 1876 venne congedato dal Corpo Reale Equipaggi e ritornò nel suo paese.